# 三箇菅原神社
三箇菅原神社（さんがすがわらじんじゃ）は大阪府大東市三箇にある神社。

## 歴史
住道地区の氏神で、1679年（延宝七年）の「三箇村検地帳」には既に名があり、当時は「氏神天満宮」と称されていた。社地内には摂社として稲荷社も鎮座し、天神様とともに五穀豊穣の神様である。西の隣接地には曹洞宗宇治興聖寺末・水月院（現存せず）があり、江戸時代までの神仏混合の面影を残していた。
社の宝として神刀が奉られており、これは宝永3年（1706年）に深野池干拓中の氏子が土中から発見し、神威の高揚を願って奉献したものである。
なお、この地は「三箇城址」と書かれた碑が立つように、飯盛山城の支城であった三箇城があったとされる候補地のひとつで、碑は1919年（大正8年）に府によって建立された。